# بری جپسون
بری جپسون (انگلیسی: Barry Jepson؛ ۲۹ دسامبر ۱۹۲۹ – ۸ دسامبر ۲۰۰۱) بازیکن فوتبال اهل بریتانیا بود.
از باشگاه‌هایی که در آن بازی کرده‌است می‌توان به باشگاه فوتبال آلفرتون تاون، باشگاه فوتبال چسترفیلد، باشگاه فوتبال منزفیلد تاون، و باشگاه فوتبال ساوتپورت اشاره کرد.